# Albert Cohen
Albert Cohen född 16 augusti 1895 på Korfu, död 17 oktober 1981 i Genève, var en schweizisk författare.
Cohen växte upp i Marseille. Han studerade juridik i Genève och under 1920-talet inledde han en diplomatisk karriär. Efter andra världskriget innehade han en befattning inom FN.